# Чеччоли, Алвин
Алвин Чеччоли (англ. Alvin Ceccoli; род. 5 августа 1974, Сидней) — австралийский футболист, в разные годы своей карьеры играл в таких клубах Чемпионата Австралии по футболу как: «Сидней», «Аделаида Юнайтед» и «Сентрал Кост Маринерс». Игрок сборной Австралии.

## Клубная карьера
Алвин Чеччоли начал карьеру в Национальной футбольной лиге в 21 год в Wollongong Wolves FC из Нового Южного Уэльса. В Национальной футбольной лиге австралиец провел 156 матчей. С «Вуллонгонг Вулвз» Чеччоли выиграл чемпионаты сезонов 1998/99 и 1999/00.
Присоединившись в 2005 году к «Сиднею», Чеччоли стал одним из самых сильных защитников лиги. Он выиграл с клубом национальный чемпионат сезона 2005/06. В 2015 году Алвин Чеччоли попал в команду десятилетия клуба «Сидней».

## Достижения
«Сентрал Кост Маринерс»
- Победитель плей-офф Чемпионата Австралии по футболу: 2007/08

«Сидней»
- Победитель регулярного Чемпионата Австралии по футболу: 2005/06
- Победитель Лиги чемпионов ОФК: 2004/05

Wollongong Wolves FC
- Победитель Национальной футбольной лиги: 1999/00, 2000/01
- Победитель Лиги чемпионов ОФК: 2000/01

## Статистика

### Клуб
| Клуб                    | Сезон                     | Лига                              | Лига  | Лига | Кубок | Кубок | Континентальные матчи | Континентальные матчи | Другое | Другое | Всего | Всего |
| Клуб                    | Сезон                     | Дивизион                          | Матчи | Голы | Матчи | Голы  | Матчи                 | Голы                  | Матчи  | Голы   | Матчи | Голы  |
| ----------------------- | ------------------------- | --------------------------------- | ----- | ---- | ----- | ----- | --------------------- | --------------------- | ------ | ------ | ----- | ----- |
| Вуллонгонг Вулвз        | 1995/96                   | Национальная футбольная лига      | 16    | 2    | —     | —     | —                     | —                     | —      | —      | 16    | 2     |
| Вуллонгонг Вулвз        | 1996/97                   | Национальная футбольная лига      | 24    | 2    | —     | —     | —                     | —                     | —      | —      | 24    | 2     |
| Вуллонгонг Вулвз        | 1997/98                   | Национальная футбольная лига      | 27    | 7    | —     | —     | —                     | —                     | —      | —      | 27    | 7     |
| Вуллонгонг Вулвз        | 1998/99                   | Национальная футбольная лига      | 15    | 1    | —     | —     | —                     | —                     | —      | —      | 15    | 1     |
| АЕК                     | 1998/99                   | Чемпионат Греции                  | 4     | 1    | ?     | ?     | —                     | —                     | —      | —      | 4     | 1     |
| Вуллонгонг Вулвз        | 1999/00                   | Национальная футбольная лига      | 27    | 2    | —     | —     | —                     | —                     | —      | —      | 27    | 2     |
| Вуллонгонг Вулвз        | 2000/01                   | Национальная футбольная лига      | 24    | 2    | —     | —     | —                     | —                     | —      | —      | 24    | 2     |
| Вуллонгонг Вулвз        | 2001/02                   | Национальная футбольная лига      | 23    | 1    | —     | —     | —                     | —                     | —      | —      | 23    | 1     |
| Вуллонгонг Вулвз        | «Вуллонгонг Вулвз», всего | «Вуллонгонг Вулвз», всего         | 156   | 17   | —     | —     | —                     | —                     | —      | —      | 156   | 17    |
| Парраматта Пауэр        | 2002/03                   | Национальная футбольная лига      | 33    | 0    | —     | —     | —                     | —                     | —      | —      | 33    | 0     |
| Парраматта Пауэр        | 2003/04                   | Национальная футбольная лига      | 21    | 2    | —     | —     | —                     | —                     | —      | —      | 21    | 2     |
| Парраматта Пауэр        | «Парраматта Пауэр», всего | «Парраматта Пауэр», всего         | 54    | 2    | —     | —     | —                     | —                     | —      | —      | 54    | 2     |
| Вуллонгонг Вулвз        | 2004/05                   | Премьер-лига Нового Южного Уэльса | 0     | 0    | —     | —     | —                     | —                     | —      | —      | 0     | 0     |
| ФК «Сидней»             | 2005/06                   | Чемпионат Австралии               | 24    | 1    | —     | —     | 5                     | 1                     | 8      | 0      | 37    | 2     |
| ФК «Сидней»             | 2006/07                   | Чемпионат Австралии               | 19    | 1    | —     | —     | 0                     | 0                     | 5      | 0      | 24    | 1     |
| ФК «Сидней»             | «Сидней», всего           | «Сидней», всего                   | 43    | 2    | —     | —     | 5                     | 1                     | 13     | 0      | 61    | 3     |
| «Ависпа Фукуока»        | 2007                      | Второй дивизион Джей-лиги         | 34    | 1    | ?     | ?     | —                     | —                     | —      | —      | 34    | 1     |
| «Сентрал Кост Маринерс» | 2007/08                   | Чемпионат Австралии               | 3     | 0    | —     | —     | —                     | —                     | —      | —      | 3     | 0     |
| Всего                   | Всего                     | Всего                             | 294   | 23   | —     | —     | 5                     | 1                     | 13     | 0      | 312   | 24    |

### Сборная
| Сборная Австралии по футболу | Сборная Австралии по футболу | Сборная Австралии по футболу |
| Год                          | Матчи                        | Голы                         |
| ---------------------------- | ---------------------------- | ---------------------------- |
| 1998                         | 4                            | 1                            |
| 1999                         | 0                            | 0                            |
| 2000                         | 0                            | 0                            |
| 2001                         | 0                            | 0                            |
| 2002                         | 0                            | 0                            |
| 2003                         | 0                            | 0                            |
| 2004                         | 0                            | 0                            |
| 2005                         | 0                            | 0                            |
| 2006                         | 2                            | 0                            |
| Всего                        | 6                            | 1                            |